# ریکاردو فن رین
ریکاردو فن رین (هلندی: Ricardo van Rhijn؛ زادهٔ ۱۳ ژوئن ۱۹۹۱) بازیکن فوتبال اهل هلند است.
از باشگاه‌هایی که در آن بازی کرده‌است می‌توان به باشگاه فوتبال آژاکس آمستردام و باشگاه فوتبال یانگ آژاکس اشاره کرد.
وی همچنین در تیم‌های ملی فوتبال زیر ۲۱ سال هلند و هلند بازی کرده‌است.